# 加恩駅
加恩駅（カウンえき）は、大韓民国慶尚北道聞慶市にかつて存在した韓国鉄道公社の駅である。

## 歴史
- 1955年9月15日 - 恩城駅として開業。
- 1959年2月1日 - 加恩駅に改称。
- 2004年3月31日 - 廃止。

## 隣の駅
韓国鉄道公社
加恩線
九郎里駅 - 加恩駅